# Goderville
Goderville é uma comuna francesa na região administrativa da Normandia, no departamento de Sena Marítimo. Estende-se por uma área de 7,98 km². Em 2010 a comuna tinha 2 904 habitantes (densidade: 363,9 hab./km²).